# Unione Sportiva Arzanese 1924
L'A.S.D. Unione Sportiva Arzanese 1924, meglio nota come Arzanese, è stata una società calcistica italiana con sede ad Arzano, nella città metropolitana di Napoli. Nella stagione 2021/2022 ha militato in Prima Categoria, la settima divisione del campionato italiano.
La squadra ha conseguito il miglior risultato della sua storia vincendo il proprio girone di Serie D e approdando in Lega Pro Seconda Divisione, quarto livello calcistico italiano.
Il sodalizio viene rifondato nel 2017, dopo che l'Unione Sportiva Arzanese, fondata nel 1924, nel 2016 rinuncia a iscriversi al campionato di Promozione e fallisce.
A causa della perdurante condizione di inagibilità del "Sabatino De Rosa" di Arzano, nell'estate del 2022 la società ha trasferito il titolo sportivo nella vicina Sant'Arpino. Appena cinque anni dopo la precedente rifondazione, l'Arzanese è quindi nuovamente sparita dalla cartina calcistica regionale.

## Storia

### Le origini e i primi campionati
La società Unione Sportiva Arzanese nacque il 15 giugno 1924 nella città di Arzano; dalla fine anni degli anni venti partecipò ai campionati uliciani di 1ª Categoria del Comitato U.L.I.C. di Napoli Nord. Successivamente giocò nei campionati sezione Propaganda fino al 1943, anno in cui dovette rimanere inattiva per la guerra.
I primi veri campionati la squadra li disputò solo dopo la fine della seconda guerra mondiale. Il Presidente a partire dal 1945 fu Russo. Il club disputò i campionati di Prima Divisione e in seguito di Promozione per poi disputare la Prima Categoria.
Nel 1980 L'Arzanese conquista per la sua prima volta la promozione in Serie D, categoria che verrà ritrovata nuovamente negli anni novanta.
Dopo essere retrocessa nei campionati regionali la squadra campana disputerà fino agli anni duemila tornei di quel carattere.

### Promozione in Serie D
Nella stagione 2009-2010 la compagine allenata da Ciccio Troise, sotto la presidenza di Gaetano De Vita, termina il campionato di Eccellenza campana Girone A nelle zone alte della classifica dietro l'Atletico Nola campione del Girone, disputando così i play off promozione, da cui esce sconfitta per la regola dei gol in trasferta contro l'Ebolitana (1-1 a Eboli e 2-2 ad Arzano). Viene però in seguito ripescata in serie D e inserita nel girone H.
Nel febbraio del 2010 disputò la finale di Coppa Italia regionale contro l'Ebolitana, perdendo ai calci di rigore. Quattro anni prima, nel 2006, aveva partecipato ad un'altra finale di Coppa Italia regionale, venendo sconfitta dall'Ippogrifo Sarno.

### La promozione tra i professionisti
Nella stagione 2010-2011 Troise lascia la panchina biancoceleste per approdare all'Atletico Nola. Il presidente Gaetano De Vita sceglie per la panchina Franco Fabiano, e grazie anche ai nuovi innesti (Pasquale Carotenuto, Sasà Montaperto, Ciro Manzo, Vincenzo Noviello e Martino Imparato su tutti) la squadra si piazza al primo posto sin dalla prima giornata di campionato. Il 1º maggio 2011 la squadra ottiene la promozione in Lega Pro Seconda Divisione, dopo il pari conseguito sul terreno dello stadio Capozza di Casarano: nella sua storia il club non era mai approdato nel mondo dei professionisti. Termina il proprio girone con 70 punti, miglior attacco (58 reti), massimo numero di vittorie (20) e minimo di sconfitte (3).
Finito il campionato regolare partecipa alla Poule Scudetto inserita nel girone con altre 2 capoliste dei rispettivi gironi Ebolitana e Aprilia. Nella prima partita, disputata in casa, batte l'Aprilia 3-1, successivamente pareggia ad Eboli 2-2: vengono promosse entrambe alla fase successiva, come 1ª qualificata e come miglior seconda.
In semifinale l'Arzanese affronta il Perugia a Treviso: dopo i tempi regolamentari il risultato termina 1-1, perdendo poi ai rigori 5-6.
Per la stagione 2011-2012 i fratelli Ciro e Umberto Serrao, vice presidenti della squadra, dovranno affrontare la prima problematica, legata allo stadio Sabatino De Rosa non in regola con gli standard professionistici richiesti dal campionato.
Il 16 giugno 2011 il direttore sportivo Pasquale Costagliola lascia l'incarico dopo 3 anni ed aver conseguito con la squadra 2 promozioni consecutive. Cinque giorni arrivano nuovi volti nell'organigramma societario: Salvatore Righi (presidente della famosa scuola calcio partenopea Mariano Keller nonché ex proprietario della Massese) diventa il nuovo direttore generale, mentre per il ruolo vacante di direttore sportivo viene ingaggiato Massimo Cavaliere.
Inoltre in questa stagione la squadra primavera del club campano partecipa per la prima volta al Torneo di Viareggio.

### La Lega Pro Seconda Divisione
Esordisce tra i professionisti il 4 settembre 2011, in casa del Fondi, con il risultato di 2-2 dopo essere stata in vantaggio di due reti. Vince la sua prima partita in Lega Pro Seconda Divisione la settimana successiva battendo il Gavorrano in casa per 4-3. Alla terza giornata di campionato, il 14 settembre 2011, vince la sua prima partita in trasferta battendo il Giulianova per 2-1.
Nel girone di andata l'Arzanese chiude a metà classifica, ben distante dalla zona Playout e a ridosso della zona Playoff. Nella finestra di Calciomercato invernale, la squadra si rinforza acquistando in prestito vari giovani provenienti da club di categorie superiori, e acquistando un giovane brasiliano proveniente dalla Juventude, dando contemporaneamente l'addio al suo bomber Pasquale Carotenuto che dopo un acceso diverbio con il Mister Fabiano e frizioni nello spogliatoio con i compagni di squadra, rescinde consensualmente il contratto.
La squadra nel girone di ritorno proseguirà la sua striscia positiva, rimanendo sempre a distanza di sicurezza dalla zona retrocessione ma senza mai raggiungere i playoff. Chiude il campionato in 9ª posizione con 55 punti.
Nel secondo anno in Seconda Divisione, la proprietà conferma l'intero assetto societario ma decide di cambiare la guida tecnica.
Fabiano firma con la Turris, e a sedere sulla panchina biancoceleste è Antonio Rogazzo. Il nuovo tecnico fa l'esordio in campionato il 2 settembre con la pesante sconfitta per 5-1 nella trasferta con l'Aprilia, salvo riscattarsi nella seconda giornata di campionato con una rotonda vittoria per 3-0 contro il Campobasso.
La stagione prosegue alternando ottime prestazioni tra le mura amiche dello Stadio Vallefuoco di Mugnano (designato al posto dell'ancora indisponibile "Sabatino De Rosa" di Arzano) e le meno brillanti gare offerte in trasferta. Dopo una serie di risultati negativi, la dirigenza opta per l'esonero di Rogazzo, poi rientrato in seguito ad un incontro con i calciatori, i quali, addossandosi le colpe del momento poco felice, di fatto "salvano" il tecnico.
Dopo questo scossone la squadra comincia a macinare gioco e risultati, riuscendo a guadagnare una sicura posizione di metà classifica, ma tra fine febbraio e inizio marzo ricade nella spirale negativa. I soli 9 punti conquistati nel girone di ritorno in 10 partite e una classifica sempre più corta, fanno precipitare l'Arzanese nella zona playout e Rogazzo viene nuovamente esonerato. Al suo posto arriva Giovanni Ferraro e col nuovo tecnico le cose migliorano soprattutto in trasferta.
Nelle ultime 7 partite sotto la gestione Ferraro, di cui 4 in trasferta, la squadra conquista 12 punti grazie a tre vittorie e altrettanti pareggi, riuscendo a tirarsi fuori dalla zona spareggi e risalendo la classifica sino al conclusivo nono posto, a pari merito con Borgo a Buggiano e Campobasso.
L'Arzanese riuscirà a mantenere la propria presenza nei professionisti fino alla stagione 2013-2014 dove, nella nuova riforma del campionato di Lega Pro, pur arrivando dodicesima, si vede retrocessa in Serie D perdendo il playout contro il Tuttocuoio.

### Ritorno alle categorie dilettantistiche e radiazione (2014-2016)
L'Arzanese, tornata in Serie D dopo il sogno Lega Pro (serie C) durato tre stagioni, non riesce a risalire la china, anche a causa di ingenti problemi finanziari, che la porteranno inizialmente a retrocedere anche dalla Serie D in Eccellenza dopo aver perso un altro playout, e poi, nella stagione successiva, di retrocedere da ultima classificata in Promozione. Dopo questa repentina discesa, arriva anche la sentenza finale sull'Arzanese, che viene radiata dai campionati.

### Rifondazione e seconda scomparsa (2017-2022)
Dopo un anno di inattività, l'Unione Sportiva Arzanese 1924 rinasce grazie alla volontà dello storico presidente Salvatore Pellino che, riprendendo le redini della società, nomina vice presidenti Gennaro Portanova e Giovanni Simonetti e allenatore della squadra Vincenzo Granata. Per mancanza di tempi utili, però, i biancocelesti non possono far altro che iscriversi in Terza Categoria, ultimo livello del calcio italiano. La compagine allenata da Granata, composta quasi interamente da atleti originari di Arzano, centra la qualificazione ai play-off in virtù di un quarto posto in stagione regolare. Il suo cammino verso la promozione si ferma in semifinale con il pareggio per 2-2 dopo i tempi supplementari con la Libertas Casalnuovo, terza classificata: è quest'ultima a passare il turno per il miglior piazzamento nella stagione regolare. A fine stagione arriva comunque il ripescaggio in Seconda Categoria campionato nel quale i biancocelesti debuttano con un sesto posto, appena al di fuori dei play-off, tuttavia la squadra è nuovamente ripescata nel livello superiore, arrivando così in Prima Categoria.

## Colori e simboli

### Colori
I colori sociali dell'Arzanese sono il bianco e il celeste che compongono la maglia di casa.

### Simboli ufficiali

#### Simboli
Lo stemma della squadra è uno scudo con bordo oro contenente all'interno la denominazione societaria e in un riquadro, diviso a metà da una fascia celeste e bianca, una torre merlata marrone e al di sopra di essa l'anno di fondazione.

#### Inno
L'inno della squadra si intitola Dai Arzanese, cantato da Tony Romano.

## Strutture

### Stadio
L'Arzanese ha disputato le partite di casa allo stadio Sabatino De Rosa, costruito nel 1950 e capace di ospitare 4000 spettatori è stato ristrutturato nel 2009 ed è dotato di una copertura e un terreno in erba sintetica.
Nel periodo in cui lo stadio è stato indisponibile la squadra ha giocato le partite interne allo stadio Alberto Vallefuoco di Mugnano di Napoli e allo stadio Pasquale Ianniello di Frattamaggiore.
Ad oggi, la squadra campana, disputa le sue gare nello stadio “Mariolina Stornaiuolo” situato sulla SP1 Circumvallazione esterna di Napoli, meglio nota come “doppio senso”, tra il comune di Arzano ed il quartiere di Secondigliano.

### Centro di allenamento
L'Arzanese si allena allo stadio Mariolina Stornaiuolo, sede delle partite interne della squadra.

## Società

### Sponsor
Nella stagione 2010-2011 lo sponsor sulle maglie è l'azienda EcoCart. A partire dalla stagione 2011-2012 è Centro Commerciale Jamm e continua nella stagioni successive in concomitanza con la disputa dei campionati professionistici in Lega Pro. Nella stagione della rifondazione, 2017-2018 è la Conad.
| Cronologia degli sponsor tecnici - 2010-2011 Legea - 2011-2016 Givova - 2017- 2019 Givova - 2019 - RA Rise Again (maglia di casa), Legea (maglia trasferta) | Cronologia degli sponsor ufficiali - 2010-2011 Gal trade - 2011-2012 Jamm - 2012-2016 EcoCart - 2017-2018 Conad - 2018-2019 Gal Trade - 2019- Autotrasporti F.lli Bevilacqua |

### Settore giovanile
L'Arzanese ha vinto due volte il campionato regionale: nel 2000, battendo in finale l'Ariano Irpino, e nel 2010 superando a Sarno il Gladiator per 2-1, con reti di Pavia e Sandomenico.

## Allenatori e presidenti
| Allenatori - 1924-1948 ... - 1948-1949 Schettino - 1949-1959 ... - 1959-1960 Pasquale Atripaldi - 1960-1972 ... - 1972-1973 Pasquale Atripaldi - 1973-1976 Vincenzo De Falco - 1976-1977 Gentile Vincenzo De Falco Di Costanzo - 1977-1978 Franco Villa - 1978-1979.... - 1979-1980 Franco Villa - 1980-1993 ... - 1993-1994 Marzocca - 1994-1998 ... - 1998-1999 Bruno Mandragora - 1999-2003 ... - 2003-2005 Luigi Sorianiello - 2005-2006 Luigi Sorianiello Gaetano Ferrara - 2006-2007 Gaetano Ferrara Francesco Fabiano - 2007-2008 Amerigo Ferrara Francesco Fabiano Vincenzo Sicuranza - 2008-2009 Vincenzo Sicuranza (1ª-10ª) Sebastiano Scarfato (1ª-30ª) - 2009-2010 Francesco Troise - 2010-2012 Francesco Fabiano - 2012-2013 Antonio Rogazzo (1ª-27ª) Giovanni Ferraro (28ª-34ª) - 2013-2014 Giovanni Ferraro (1ª-6ª) Salvatore Marra (7ª-34ª e play-out) - 2014-2015 Rosario Campana Vincenzo Potenza VincenzoNutolo - 2015-2016 Giuseppe Cipolletta Domenico Gargiulo - 2016-2017 nessuno - 2017-2018 Vincenzo Granata - 2018- Carlo Panzeri | Presidenti - 1924-1950 Russo - 1950-1963 ... - 1963-1965 Sabatino De Rosa - 1965-1975 ... - 1975-1976 Ferone - 1976-1978 Mele - 1977-2004 ... - 2004-2009 Salvatore Pellino - 2009-2011 Gaetano De Vita - 2011-2015 Umberto Serrao - 2015-2016 Vincenzo Giordano - 2016-2017 nessuno - 2017- Salvatore Pellino |

## Palmarès

### Competizioni interregionali
- Serie D: 1

2010-2011 (girone H)

### Competizioni regionali
- Prima Divisione: 1

1954-1955 (Girone B)
- Prima Categoria: 1

1973-1974 (Girone B)
- Promozione: 2

1979-1980 (Girone B); 1986-1987 (Girone A)
- Eccellenza: 1

1995-1996 (Girone A)

### Altri piazzamenti
- Campionato Interregionale:

Terzo posto: 1981-1982 (Girone I)
- Eccellenza:

Terzo posto: 2009-2010 (girone A)
- Promozione:

Terzo posto: 2001-2002 (girone B)
- Prima Divisione:

Secondo posto: 1945-1946 (girone D)
- Scudetto Serie D:

Semifinalista: 2010-2011
- Coppa Italia Dilettanti Campania:

Finalista: 2005-2006, 2009-2010
Semifinalista: 2006-2007

## Statistiche e record

### Partecipazione ai campionati
| Livello | Categoria                  | Partecipazioni | Debutto   | Ultima stagione | Totale |
| ------- | -------------------------- | -------------- | --------- | --------------- | ------ |
| 4º      | Lega Pro Seconda Divisione | 3              | 2011-2012 | 2013-2014       | 4      |
| 4º      | Serie D                    | 1              | 2014-2015 | 2014-2015       | 4      |
| 5º      | Serie D                    | 2              | 1980-1981 | 2010-2011       | 9      |
| 5º      | Campionato Interregionale  | 4              | 1981-1982 | 1991-1992       | 9      |
| 5º      | C.N.D.                     | 3              | 1992-1993 | 1996-1997       | 9      |

### Statistiche individuali
Presenze e marcature dei giocatori dell'Arzanese nei campionati professionisti.
| Record di presenze - 86 Salvatore Sandomenico - 77 Patrizio Caso - 76 Gianmarco Fiory - 66 Stefano Riccio - 65 Antonio Tarascio - 64 Ciro Improta - 55 Mauro Gori - 45 Gennaro Fragiello - 43 Simone Figliolia - 41 Thomas Funari | Record di reti - 29 Salvatore Sandomenico - 20 Giovanni Esposito - 19 Francesco Ripa - 14 Filippo Saviano - 9 Pasquale Carotenuto - 8 Marco Incoronato - 8 Eugenio Salemme - 7 Umberto Improta - 6 Gianmarco Mascolo - 4 Stefano Riccio - 3 Massimo Perna - 3 Giuseppe Ausiello - 3 Marco Orabona - 3 Simone Figliolia - 3 Alessandro Elia |